# Stoney Stanton
Stoney Stanton är en ort och civil parish i Storbritannien.   Den ligger i grevskapet Leicestershire och riksdelen England, i den södra delen av landet, 140 km nordväst om huvudstaden London. Stoney Stanton ligger 96 meter över havet och antalet invånare är 3 531.
Terrängen runt Stoney Stanton är platt. Runt Stoney Stanton är det ganska tätbefolkat, med 166 invånare per kvadratkilometer. Närmaste större samhälle är Leicester, 14,1 km nordost om Stoney Stanton. Trakten runt Stoney Stanton består till största delen av jordbruksmark.